# Jennette McCurdy EP
Jennette McCurdy es el segundo extended play de la actriz y cantante de nombre homónimo. Fue lanzado originalmente el 24 de enero de 2012, pero se retrasó hasta el 8 de febrero de 2012. Fue sólo disponible en Tiendas de Justicia e incluía el sencillo "Generation Love", tres canciones de su anterior EP Not That Far Away, y tres canciones nuevas. Una pista adicional fue lanzado exclusivamente en su página web.
El EP incluye canciones también incluidas en el primer álbum de estudio de larga duración de McCurdy.

## Lista de canciones
| N.º | Título                             | Escritor(es)                                 | Duración |  |
| 1.  | «Generation Love»                  | Ross Copperman, Tom Douglas, Heather Morgan  | 3:39     |  |
| 2.  | «Don't You Just Hate Those People» | Mallary Hope, Tony Martin, Wendell Mobley    | 2:54     |  |
| 3.  | «Break Your Heart»                 | Jennifer Schott, Mobley, Hope                | 3:25     |  |
| 4.  | «Stronger»                         | Blair Daly, Rachel Proctor, Jennette McCurdy | 3:28     |  |
| 5.  | «Better»                           | McCurdy, Tommy Lee James, Liz Rose           | 3:14     |  |
| 6.  | «Put Your Arms Around Someone»     | McCurdy, Jessi Alexander, Luke Laird         | 3:11     |  |
| 7.  | «Have to Say Goodbye»              | McCurdy, Alexander, Laird                    | 3:49     |  |

| N.º | Título            | Escritor(es)                          | Duración |  |
| 8.  | «Broken Umbrella» | Josh Kear, Mark Irwin, Chris Tompkins | 3:19     |  |